# Tứ đại tài tử
Tứ Đại Tài Tử (tiếng Trung: 金装四大才子, tiếng Anh: The Legendary at Four Aces) là bộ phim cổ trang Hong Kong do đài TVB sản xuất với sự tham gia của những diễn viên nổi tiếng nhất thời bấy giờ Trương Gia Huy, Quan Vịnh Hà, Âu Dương Chấn Hoa, Trần Tùng Linh, Văn Tụng Nhàn, Ngụy Tuấn Kiệt, Lâm Gia Đống, Ông Hồng.

## Nội dung
Chuyện phim xoay quanh bốn chàng hiền sĩ gồm Đường Bá Hổ, Chúc Chi Sơn, Văn Trưng Minh và Châu Văn Tân. Bốn chàng trai là bốn tính cách khác nhau nhưng tài giỏi, tâm tính lương thiện, chính trực ngay thẳng. Họ là bạn thân vào sinh ra tử, danh tiếng của mỗi người đều gắn liền với tài năng của họ.
Sau khi công thành danh toại ở chốn kinh kỳ, bốn người được Ninh Vương nhận làm thuộc hạ. Tuy nhiên, bốn chàng trai như ở trên lưng cọp khi phát hiện người đang lập mưu tạo phản là Ninh Vương. Họ đành giả vờ sống ngông cuồng lêu lỏng, suốt ngày chơi bời ở chốn lầu xanh…

## Diễn viên
Âu Dương Chấn Hoa – Chúc Chi Sơn
Trương Gia Huy – Đường Bá Hổ
Lâm Gia Đống – Văn Trưng Minh
Ngụy Tuấn Kiệt – Châu Văn Tân
Quan Vịnh Hà – Thu Hương/Thu Nguyệt
Trần Tùng Linh – Chu Sính Đình
Ông Hồng – Thạch Lựu
Văn Tụng Nhàn – Chúc Hiểu Liên
Thái Tử Kiện – vua Chính Đức
Khang Hoa – Hạ Hoàng Hậu
Hướng Hải Lam – Lý Phụng Tỷ
Lư Hải Bằng – Hoa Thái Sư
Chu Mễ Mễ - Lam Hồng Ngọc
Đặng Nhất Quân – Hoa Văn Võ
Mã Đề Lộ - Hạ Hương
Triệu Tĩnh Nghi – Xuân Hương
Lương Tuyết Mi – Đông Hương
Cao Hùng – Ninh Vương
Quách Chính Hồng – Chu Tử Kiện
Quách Thiếu Vân – Liễu Như Hoa
Lưu Giang – Chu Thần
Sở Nguyên – Thẩm Chu
Lý Gia Đỉnh – Lưu Cẩn
Lạc Đạt Hoa – Âu Dương Đông
Hồ Phong – Đường Quảng Đức
Trình Khả Vi – Vương Tiểu Điệp
Trần Tú Châu – Trần Chiêu Dung
Hạ Bình – mẹ Trưng Minh
La Mãng – Vương Cự Lực
Lương Vịnh Lâm - Phong Tao Tao
Vương Vĩ Lương – Châu Viễn Tài 
Vương Duy Đức - Đường Vũ 
Âu Thoại Vỹ - Hoàng Tử Thác Đác 

## Thành tích

### Top 10 phim có rating cao nhất năm 2000
- Hạng 5 [1]

## Thông tin thêm
- Chu Mễ Mễ từng diễn vai mẹ của Đường Bá Hổ, Chu Tây, tình địch của Hoa phu nhân của Thị Hoa phủ trong Đường Bá Hổ Điểm Thu Hương bản của Châu Tinh Trì. Trong phim này bà diễn vai Hoa phu nhân Lam Hồng Ngọc.
- Mã Quốc Minh và Dương Di xuất hiện trong một vai nhỏ trong phim, 10 năm trước khi cả hai trở nên nổi tiếng.
- Là bộ phim đầu tiên Trương Gia Huy, Quan Vịnh Hà, Văn Tụng Nhàn và Ông Hồng đóng chung sau khi rời ATV sang gia nhập TVB.
- Là bộ phim mà Quan Vịnh Hà và Âu Dương Chấn Hoa tái hợp sau Lực lượng phản ứng nhưng lại không đóng cặp.

## Nhạc phim
| Tựa bài hát               | Ca Sĩ                        | Chú thích     |
| ------------------------- | ---------------------------- | ------------- |
| Quân Tử Hảo Cầu           | Các diễn viên                | Nhạc mở đầu   |
| Yêu không cần nhiều lý do | Trương Gia Huy, Quan Vịnh Hà | Nhạc kết thúc |